# ハイメ・ムンギア
ハイメ・ムンギア（Jaime Munguia、1996年10月6日 - ）は、メキシコのプロボクサー。バハ・カリフォルニア州ティフアナ出身。元WBO世界スーパーウェルター級王者。

## 来歴

### スーパーウェルター級
2013年7月13日、プロデビュー戦を2回TKO勝ち。
2018年2月10日、カンクンのグランド・オアシス・リゾートにて、ホセ・カルロス・パスとWBCラテンアメリカスーパーウェルター級王座決定戦を行い、3回2分59秒KO勝ちを収め王座を獲得した。
2018年5月5日、WBAスーパー・WBC・IBF・IBO世界ミドル級王者ゲンナジー・ゴロフキンがサウル・アルバレスとの再戦を行う予定だったが、同年3月5日、アルバレスとゴロフキンが合意して自主的に要請したVADAによる抜き打ちの薬物検査で、グアダラハラでアルバレスから2月17日と20日に採取した尿サンプルに禁止薬物のクレンブテロールに対する陽性反応が出たことをアルバレスをプロモートするゴールデンボーイ・プロモーションズが公表した。アルバレスはクレンブテロールに汚染された肉を食べたのが陽性反応の原因だと主張した。しかし同年3月24日、アルバレスはネバダ州アスレチック・コミッションから聴聞会が開かれる4月18日まで一時的な資格停止処分を科せられた。同年4月4日、ゴールデンボーイ・プロモーションズはアルバレスと会見を開き、汚染された肉を食べたのが陽性反応の原因とするこれまでの主張を繰り返しつつも、5月5日のゴロフキン戦から撤退することを発表。ゴロフキンとの再戦は中止されることになった。これを受けて、翌5日にゴロフキンの防衛戦の相手としてムンギアが候補に上がったが、同年4月7日、結局ネバダ州アスレチック・コミッションがムンギアがミドル級で試合をやっていないことを理由に認可をせず、ゴロフキンとの対戦が立ち消えとなった。
2018年5月12日、ニューヨーク州ヴェローナのターニング・ストーン・リゾート&カジノ内ターニング・ストーン・イベント・センターにてWBO世界スーパーウェルター級王者サダム・アリに挑戦し、4回1分2秒TKO勝ちを収めて王座を獲得した。当初アリはWBO世界スーパーウェルター級1位のリアム・スミスと対戦する予定だったが、スミスがアレルギー性皮膚炎の為欠場になり、代役としてムンギアが急遽対戦することになった。
2018年7月21日、ラスベガスのハードロック・ホテル・アンド・カジノでリアム・スミスと対戦し、12回判定勝ちを収め、王座の初防衛に成功した。
2018年9月15日、T-モバイル・アリーナにてサウル・アルバレスVSゲンナジー・ゴロフキン第二戦の前座で、WBO世界スーパーウェルター級3位のブランドン・クックと対戦し、3回TKO勝ちを収め、2度目の王座防衛に成功した。この試合でムンギアは25万ドル（約2800万円）のファイトマネーを稼いだ。
2018年11月、ゴールデンボーイ・プロモーションズと契約した
2019年1月26日、テキサス州ヒューストンのトヨタ・センターで井上岳志と対戦し、判定勝ちを収め3度目の王座防衛に成功した。
2022年12月2日、WBOからWBO世界ミドル級王者ジャニベク・アリムハヌリと指名試合を行うよう指令されるがムンギアは断った。ムンギアは以前にもセルゲイ・デレフヤンチェンコ、カルロス・アダメスと挑戦者決定戦を行うよう指令されたことがあるがこれも断っている。

### スーパーミドル級
2023年6月10日、カリフォルニア州オンタリオのトヨタ・アリーナでWBC世界ミドル級3位のセルゲイ・デレフヤンチェンコとWBCスーパーミドル級シルバー王座決定戦を行い、12回3-0（114-113×2、115-112）の判定勝ちを収めシルバー王座獲得に成功した。
2024年1月27日、アリゾナ州フェニックスのフットプリント・センターでWBCスーパーミドル級8位のジョン・ライダーと対戦し、ライダー陣営が棄権の意思を示したため9回1分25秒TKO勝ちを収めシルバー王座の初防衛に成功した。なお、対戦相手のライダーは試合後の同年2月6日に現役を引退した。
2024年5月4日、ネバダ州ラスベガスのT-モバイル・アリーナでWBAスーパー・WBC・IBF・WBO世界スーパーミドル級統一王者のサウル・アルバレスに挑戦するも、4回にダウンを奪われ、12回0-3（110-117、111-116、112-115）の判定負けを喫し、プロ44試合目で初黒星を喫すると同時に王座獲得に失敗した。
2024年7月23日、6年間16試合に渡り所属していたゴールデンボーイ・プロモーションズを離れ、トップランクと契約したことを発表した。また、直近の2試合トレーナーに就いていたフレディ・ローチと別れ、2019年からトレーナーに就いていたエリック・モラレスを再びトレーナーに迎えることも発表された。
2024年9月20日、アリゾナ州グレンデールのヒラ・リバー・アリーナでWBCシルバースーパーミドル級タイトルマッチおよびNABF北米同級王座決定戦としてWBO世界同級2位のエリック・バジニャンと対戦し、10回2分36秒KO勝ちを収めシルバー王座2度目の防衛とNABF北米王座獲得に成功した。
2024年12月14日、ティファナのエスタディオ・カリエンテでEBUシルバースーパーミドル級王者のブルーノ・スラースとノンタイトルで対戦するも、6回2分36秒KO負けを喫した。

## 戦績
- プロボクシング：47戦 45勝 (35KO) 2敗

| 戦           | 日付           | 勝敗 | 時間     | 内容    | 対戦相手                       | 国籍           | 備考                                                         |
| ------------ | -------------- | ---- | -------- | ------- | ------------------------------ | -------------- | ------------------------------------------------------------ |
| 1            | 2013年7月13日  | ☆    | 2R 1:53  | TKO     | マヌエル・モーラ               | メキシコ       | プロデビュー戦                                               |
| 2            | 2013年8月23日  | ☆    | 2R 2:41  | TKO     | ルイス・コントレラス           | メキシコ       |                                                              |
| 3            | 2013年10月26日 | ☆    | 4R 終了  | TKO     | ベンジャミン・ウリアス         | メキシコ       |                                                              |
| 4            | 2013年11月22日 | ☆    | 1R 2:42  | TKO     | アブラハム・マルケス           | メキシコ       |                                                              |
| 5            | 2014年1月11日  | ☆    | 2R 2:00  | TKO     | ファン・ベラスケス             | メキシコ       |                                                              |
| 6            | 2014年2月28日  | ☆    | 2R 2:14  | TKO     | ゲラルド・メンドーサ           | メキシコ       |                                                              |
| 7            | 2014年6月27日  | ☆    | 4R       | 判定3-0 | ホセ・アルテアガ               | メキシコ       |                                                              |
| 8            | 2014年9月20日  | ☆    | 4R       | 判定3-0 | ホセ・マリア・バルデス         | メキシコ       |                                                              |
| 9            | 2015年1月10日  | ☆    | 6R       | 判定3-0 | アラン・ザバラ                 | メキシコ       |                                                              |
| 10           | 2015年3月14日  | ☆    | 4R 2:42  | KO      | フリオ・ナリオ                 | メキシコ       |                                                              |
| 11           | 2015年7月10日  | ☆    | 2R 1:20  | TKO     | ホセ・マリア・バルデス         | メキシコ       |                                                              |
| 12           | 2015年12月5日  | ☆    | 6R 0:51  | TKO     | ガブリエル・アグラモン         | メキシコ       |                                                              |
| 13           | 2016年1月23日  | ☆    | 1R 2:59  | TKO     | フランク・ヴェルズズコ         | メキシコ       |                                                              |
| 14           | 2016年4月30日  | ☆    | 5R 2:58  | TKO     | エリオット・カノ               | メキシコ       |                                                              |
| 15           | 2016年6月18日  | ☆    | 2R 2:58  | TKO     | セス・カリーロ                 | メキシコ       |                                                              |
| 16           | 2016年7月30日  | ☆    | 2R 0:55  | KO      | オスカル・モーラ               | メキシコ       |                                                              |
| 17           | 2016年8月13日  | ☆    | 3R 1:14  | KO      | ラミロ・アルカラズ             | メキシコ       |                                                              |
| 18           | 2016年10月22日 | ☆    | 1R 2:32  | TKO     | アルフレド・チャベス           | メキシコ       |                                                              |
| 19           | 2016年12月10日 | ☆    | 5R 1:06  | TKO     | アルバロ・ロペス               | メキシコ       |                                                              |
| 20           | 2017年2月4日   | ☆    | 2R 2:58  | TKO     | ファン・マシアス・モンティエル | メキシコ       |                                                              |
| 21           | 2017年3月24日  | ☆    | 1R 1:15  | TKO     | ホルヘ・ファレス               | メキシコ       |                                                              |
| 22           | 2017年4月1日   | ☆    | 2R 終了  | TKO     | ガブリエル・アグラモン         | メキシコ       |                                                              |
| 23           | 2017年4月29日  | ☆    | 10R      | 判定3-0 | ジョニー・ナバレッテ           | メキシコ       |                                                              |
| 24           | 2017年7月1日   | ☆    | 3R 1:48  | KO      | ミゲル・アンヘル・ロペス       | メキシコ       |                                                              |
| 25           | 2017年9月2日   | ☆    | 2R 2:54  | KO      | ウリエル・ゴンサレス           | メキシコ       |                                                              |
| 26           | 2017年12月9日  | ☆    | 2R 1:29  | TKO     | パウル・バレンズエラ・ジュニア | メキシコ       |                                                              |
| 27           | 2018年2月10日  | ☆    | 3R 2:59  | KO      | ホセ・カルロス・パス           | アルゼンチン   | WBCラテンアメリカスーパーウェルター級王座決定戦              |
| 28           | 2018年3月17日  | ☆    | 3R 2:08  | KO      | ジョニー・ナバレッテ           | メキシコ       |                                                              |
| 29           | 2018年5月12日  | ☆    | 4R 1:02  | TKO     | サダム・アリ                   | アメリカ合衆国 | WBO世界スーパーウェルター級タイトルマッチ                    |
| 30           | 2018年7月21日  | ☆    | 12R      | 判定3-0 | リアム・スミス                 | イギリス       | WBO防衛1                                                     |
| 31           | 2018年9月15日  | ☆    | 3R 1:03  | TKO     | ブランドン・クック             | カナダ         | WBO防衛2                                                     |
| 32           | 2019年1月26日  | ☆    | 12R      | 判定3-0 | 井上岳志（ワールドS）          | 日本           | WBO防衛3                                                     |
| 33           | 2019年4月13日  | ☆    | 12R      | 判定2-0 | デニス・ホーガン               | アイルランド   | WBO防衛4                                                     |
| 34           | 2019年9月14日  | ☆    | 4R 2:18  | KO      | パトリック・アロティ           | ガーナ         | WBO防衛5                                                     |
| 35           | 2020年1月11日  | ☆    | 11R 2:17 | TKO     | ゲイリー・オサリバン           | アイルランド   |                                                              |
| 36           | 2020年10月30日 | ☆    | 6R 終了  | TKO     | トゥレアノ・ジョンソン         | バハマ         | WBOインターコンチネンタルミドル級王座決定戦                  |
| 37           | 2021年6月19日  | ☆    | 6R 終了  | TKO     | カミル・シェルメタ             | ポーランド     | WBOインターコンチネンタル防衛1                               |
| 38           | 2021年11月13日 | ☆    | 12R      | 判定3-0 | ガブリエル・ロサド             | アメリカ合衆国 | WBOインターコンチネンタル防衛2                               |
| 39           | 2022年2月19日  | ☆    | 3R 1:48  | TKO     | ディミトリアス・バラード       | アメリカ合衆国 | WBOインターコンチネンタル防衛3                               |
| 40           | 2022年6月11日  | ☆    | 5R 2:57  | KO      | ジミー・ケリー                 | アイルランド   |                                                              |
| 41           | 2022年11月19日 | ☆    | 3R 2:32  | KO      | ガストン・コリア               | メキシコ       |                                                              |
| 42           | 2023年6月10日  | ☆    | 12R      | 判定3-0 | セルゲイ・デレフヤンチェンコ   | ロシア         | WBC世界スーパーミドル級シルバー王座決定戦                    |
| 43           | 2024年1月27日  | ☆    | 9R 1:25  | TKO     | ジョン・ライダー               | イギリス       | WBCシルバー防衛1                                             |
| 44           | 2024年5月4日   | ★    | 12R      | 判定0-3 | サウル・アルバレス             | メキシコ       | WBAスーパー・WBC・IBF・WBO世界スーパーミドル級タイトルマッチ |
| 45           | 2024年9月20日  | ☆    | 10R 2:36 | KO      | エリック・バジニャン           | カナダ         | NABF北米スーパーミドル級王座決定戦 WBCシルバー防衛2          |
| 46           | 2024年12月14日 | ★    | 6R 2:36  | KO      | ブルーノ・スラース             | フランス       |                                                              |
| 47           | 2025年5月3日   | ☆    | 12R      | 判定3-0 | ブルーノ・スラース             | フランス       |                                                              |
| テンプレート |                |      |          |         |                                |                |                                                              |

## 獲得タイトル
- WBCラテンアメリカスーパーウェルター級王座
- WBO世界スーパーウェルター級王座（防衛5）
- WBOインターコンチネンタルミドル級王座（防衛3）
- WBCスーパーミドル級シルバー王座（防衛2）
- NABF北米スーパーミドル級王座

## 表彰
- リングマガジン プロスペクト・オブ・ザ・イヤー（2017年）